# Edouard Salim Michael
Edouard Salim Michaël, né le 30 novembre 1921 à Didsbury (Manchester) en Angleterre, et mort le 28 novembre 2006 à Saint-Laurent-du-Var. Compositeur de musique symphonique, il est également  l'auteur d'ouvrages sur la spiritualité et la méditation. C'est du bouddhisme dont il se sentait le plus proche, mais comme son enseignement est fondé sur l'expérience directe, il n'hésitait pas à citer des mystiques chrétiens, soufis ou hindous.

## Biographie
Edouard Salim Michaël a passé son enfance en Irak alors sous mandat britannique. Il y connaît la pauvreté et l’insécurité. Il a une douzaine d’années quand ses parents quittent Bagdad pour la Syrie alors sous mandat français, puis se rendent en Égypte et en Palestine, toujours sous mandat britannique. Sa famille revient à Londres juste avant la Seconde Guerre mondiale. En tant que sujet britannique, il est mobilisé dans la Royal Air Force, comme soldat au sol. Il a tout juste dix neuf ans. Il n’a jamais été à l’école, ne sait ni lire ni écrire et parle à peine l’anglais. L’aumônier (anglican) de son camp va s’intéresser à lui et lui apprendre à lire et à écrire. Sa femme qui est altiste dans un quatuor à cordes s'étonne de sa capacité à mémoriser la musique et décide de lui enseigner les bases de la composition qu’il assimile à une vitesse stupéfiante. Deux ans plus tard, sa première œuvre orchestrale, un scherzo pour orchestre (Les Dionysies), remporte un concours à Londres, où elle est jouée au Royal Albert Hall par le London Philharmonic Orchestra dirigé par John Hollingsworth.
Après la guerre, il poursuit sa formation musicale à la Guildhall School of Music and Drama à Londres en tant que compositeur, mais aussi comme violoniste soliste et chef d’orchestre. Il travaille avec Berthold Goldschmidt (élève de Hindemith), puis avec Mátyás Seiber (élève de Zoltán Kodály) et étudie également le violon (avec Max Rostal). Il fait preuve pour le violon des mêmes aptitudes hors du commun qu’il a montré pour la composition. En 1947, il remporte un premier prix de direction d'orchestre et commence déjà à se produire en tant que soliste. Il donne de nombreux concerts des trente-cinq concertos, de la cinquantaine de sonates et des deux cents autres pièces pour violon qu´il possède à son répertoire avant de partir pour Paris en 1950 pour étudier avec Nadia Boulanger. De douloureux problèmes de santé l’obligeront peu après à abandonner sa carrière de soliste ainsi que la direction d'orchestre. Il se consacrera désormais uniquement à la composition.
C'est en 1949 qu'il voit pour la première fois de sa vie une statue de Bouddha. Il reste pétrifié devant elle et en rentrant chez lui, se met aussitôt sans difficultés dans la même posture que la statue, ferme les yeux et commence à se concentrer sur un son intérieur qu’il entend au fond des oreilles et de la tête sans même savoir que ce qu’il fait s'appelle de la méditation et que le son sur lequel il se concentre est appelé en Inde le Nada et constitue un support de concentration connu aussi bien des hindous que des bouddhistes.
Parallèlement à sa carrière de musicien, il s'engage avec passion dans une pratique assidue de la méditation, qui lui permet bientôt, grâce aux capacités de concentration exceptionnelles qu'il a développées en tant que compositeur, de vivre de profondes expériences spirituelles.
Il vit alors à Paris dans des conditions des plus précaires. Après cinq années de pratique spirituelle intense au milieu de l’agitation et des tribulations du monde moderne, il connait, à l’âge de trente-trois ans, une expérience extrêmement puissante d’éveil à ce que l’on peut appeler aussi bien la Nature-de-Bouddha que l’Infini en soi
Il continue de composer et lutte au jour le jour pour que ses œuvres soient jouées. Il compose de nombreuses œuvres orchestrales parmi lesquelles une Messe pour chœurs mixtes, deux orchestres à cordes, célesta, harpe, glockenspiel et percussions. En 1954, il remporte le prix Vercelli pour un Psaume pour chœur d'hommes. Deux ans plus tard, sa messe est jouée par l'Orchestre radio-symphonique dirigé par Eugène Bigot. L'année suivante, son Nocturne pour flûte et orchestre remporte aux États-Unis le prix Lili-Boulanger décerné par un jury dans lequel figuraient Igor Stravinsky et Aaron Copland.
Comme sa musique est restée tonale, il rencontre des difficultés de plus en plus grandes pour la faire jouer. Il en vient à décider de renoncer à la composition et se rend en Inde, pays de sa grand-mère maternelle, pour se consacrer totalement à sa vie intérieure. Il y passe près de sept années au long desquelles il ne cesse d'approfondir sa pratique spirituelle.
Il revient en France en 1974, et commence à y enseigner le Hatha Yoga qu’il a pratiqué intensivement pendant des années. Rapidement, ses élèves sont plus intéressés par son enseignement spirituel que par le Hatha Yoga. À leur intention, il se lance dans l’écriture de son premier ouvrage, qu’il rédige en anglais, The Way of Inner Vigilance, publié à Londres en 1983. Sept autres ouvrages écrits directement en français suivront.
Il a également publié avec sa femme Michèle Michaël une traduction (depuis l’anglais) du texte bouddhique le Dhammapada.

## Musique
Édouard Michaël a toujours voulu rester tonal. Sa musique démontre une profonde connaissance des lois de l'harmonie alliée à une maîtrise parfaite de la construction musicale. Son orchestration est toujours d'une grande richesse. Il intègre remarquablement des gammes orientales dans la musique d’Occident, avec tout ce que cela peut amener de souplesse, de couleur et d’expression nouvelle. Mystère et poésie auxquels s'ajoute une expression dramatique définissent son inspiration qui est souvent d'ordre philosophique, voire mystique.

## Enseignement
Ce qui caractérise  l'enseignement de Edouard Salim Michaël est l’importance qu’il accorde à ce qu’il appelle un moment de vraie présence, qui ne peut être reconnue qu'au moyen d'une concentration soutenue grâce à des exercices tels que ceux qu’il a exposés dans ses ouvrages. En effet, ce n’est que par cette concentration soutenue que le chercheur pourra  sentir la différence d’avec son état ordinaire et commencer à comprendre de quelle manière il « dort » ordinairement en lui-même sans le savoir. L'un des supports de concentration utilisés par Edouard Salim Michael est le Nada, un son que l'on peut entendre à l'intérieur des oreilles et de la tête qu'il a décrit en détail, ainsi que la façon de l'écouter, dans ses ouvrages.
C’est à partir du moment où l'aspirant sentira clairement la différence entre son état habituel de « sommeil diurne », où il est plongé dans les tourbillons de son monde mental, et un autre état d’être où il est présent et conscient de lui-même d’une manière qui ne lui est pas habituelle qu'il saura dans quelle direction faire porter ses efforts.
Si l’aspirant a connu l’illumination, son travail devra néanmoins se poursuivre sur un autre plan. En effet, illumination n’est pas libération. Il lui faudra dès lors lutter patiemment pour retrouver encore et encore cet autre état d’être et de conscience qu’il a reconnu en lui jusqu’à ce qu’il parvienne à y demeurer en permanence. C’est alors seulement qu’il aura atteint la libération.
Le chemin qu’Edouard Salim Michaël enseigne est celui qu’il a suivi, sans dogme d’aucune sorte, c’est la compréhension personnelle et l’expérience directe qui en sont les critères et en raison desquels c'est du bouddhisme dont il se sentait le plus proche.

## Principales œuvres musicales
- Pour orchestre(s) à cordes :
  - Messe pour chœurs mixtes, deux orchestres à cordes, célestat, harpe, glockenspiel et percussions. 36 min (E. Ricordi)
  - Initiation 18 min 30 s (E. Choudens)
  - Les Soirées de Tedjlah pour mezzo soprano, (vocalise) deux flûtes, piano et orchestre à cordes (mention Prix Vercelli). 20 min (E. Transatlantique)

- Pour orchestre symphonique :
- Les Dyonisies (scherzo pour orchestre, 1942)
  - Nocturne pour flûte solo (ou Ondes Martenot)et orchestre (prix Lili Boulanger). 6 min 30 s (E. Transatlantique)
  - Fata Morgana, poème symphonique pour orchestre. 8 min 30 s (E. Ricordi)
  - Le Jardin de Tinajatama pour orchestre. 10 min (E. Ricordi)
  - Élégie pour orchestre 5 min 30 s (E. Ricordi)
  - Le Festin des Dieux pour orchestre. 6 min (E. Choudens)
  - Trois tableaux, pour orchestre. 11 min 30 s (E. Transatlantique)
  - Le Rêve d'Himalec pour orchestre. 13 min - 1946 (E. Transatlantique)
  - Rapsodie concertante pour violon et orchestre. 14 min (E. Choudens)
  - Kamaal, conte féerique pour récitant et orchestre. 40 min (E. Transatlantique)
  - La Vision de Lamis Helacim, poème symphonique pour grand orchestre (E. Ricordi)
  - La Reine des pluies, poème chorégraphique pour grand orchestre. 8 min (E. Choudens)

## Ouvrages
- La Voie de la vigilance intérieure – (The Way of Inner Vigilance) – (traduit de l'anglais par Michèle Michaël) Éditions Guy Trédaniel - réédition 2013
- Pratique spirituelle et éveil intérieur  réédition janvier 2010 Éditions Guy Trédaniel
- La Quête suprême 1991, Éditions Guy Trédaniel - réédition 2016
- Les Obstacles à l’illumination et à la libération Éditions Guy Trédaniel - réédition 2014
- Les Fruits du chemin de l’éveil Éditions Guy Tredaniel
- S’éveiller, une question de vie ou de mort Éditions Guy Tredaniel
- Dans le silence de l’insondable Éditions Guy Tredaniel
- Du Fond des Brumes (ouvrage posthume, publié après la mort de l’auteur), Guy Trédaniel 2008,  (ISBN 978-2844459145)
- Traduction du Dhammapada avec Michèle Michaël, distribué par les Éditions Guy Trédaniel
- (en) The Law of attention, Nada Yoga and the way of inner vigilance, réédition chez Inner Tradition

- Sa biographie par Michèle Michaël Le Prix d'un Destin Remarquable Éditions Guy Trédaniel 2013